# Vito Lo Scrudato
Vito Lo Scrudato (* 1958 in Palermo) ist ein italienischer Schriftsteller, Essayist und Lehrer.

## Biografie
1981 erwarb er den akademischen Grad Laurea in Lingue e Letterature Tedesca e Francese („deutsche und französische Sprachen und Literaturen“) an der Universität Palermo. Der Titel seiner Thesis war Avanguardie letterarie e cinematografiche nelle due Germanie („Literarische und kinematografische Avantgarden in den zwei deutschen Staaten“). Während des Studiums besuchte er Spezialisierungskurse an der Philipps-Universität Marburg und an der Julius-Maximilians-Universität Würzburg. Seinen Doktorgrad erwarb er 2003 am Fachbereich Sprachwissenschaft der Johannes Gutenberg-Universität Mainz.
Von 2000 bis 2005 unterrichtete er an der Universität Mainz und an der Universität Palermo. Seit 2011 ist er Schulleiter am Liceo Classico Internazionale Umberto I di Palermo und Honorardozent an der Università degli Studi di Palermo.

## Veröffentlichungen
- Mare d’azolo : storia della memoria. Ila Palma, Palermo 1994, ISBN 978-88-7704-230-9.
- Rotative. Romanzo. Ila Palma, Palermo 1996, ISBN 978-88-7704-276-7.
- La magara. Un processo di stregoneria nella Sicilia del Cinquecento (= Quaderni della Biblioteca siciliana di storia e letteratura. Band 104). Sellerio Editore, Palermo 2001, ISBN 978-88-389-1712-7 (128 S.).
- L’ultimo brigante: Nel latifondo siciliano tra ‘800 e ‘900 (= FTSK. Publikationen des Fachbereichs Translations-, Sprach- und Kulturwissenschaft der Johannes Gutenberg-Universität Mainz. A: Abhandlungen und Sammelbände. Band 40). Peter Lang, Frankfurt am Main 2004, ISBN 978-3-631-52387-2 (208 S., Dissertation).
  - Varsalona, l’ultimo brigante. Nel latifondo siciliano tra ‘800 e ‘900. Pietro Vittorietti Edizioni, Palermo 2010, ISBN 978-88-7231-128-8 (272 S.).
- Occhi per taliare. Dal pensiero debole al pensiero svenuto, abbecedario del politicamente scorretto. Pietro Vittorietti Edizioni, Palermo 2017, ISBN 978-88-7231-199-8 (mit Abbildungen von Gaetano Porcasi).
- Sicilitalia, scontro-incontro fra lingue, identità, culture. Pietro Vittorietti Edizioni, Palermo 2018, ISBN 978-3-631-52387-2 (208 S.).